# إيلينا لاغادينوفا
إيلينا لاغادينوفا (بالبلغارية: Елена Атанасова Лагадинова؛ 9 مايو 1930 - 29 أكتوبر 2017) كانت مهندسة زراعية ومهندسة وراثية وسياسية بلغارية.
خلال الحرب العالمية الثانية ساهمت لاغادينوفا في المقاومة البلغارية ضد الاحتلال الألماني، وحصلت على لقب «Амазонка» أو «الأمازونية». وكانت أصغر مقاتلة في بلغاريا، حيث بدأت مساهماتها في المجهود الحربي في سن 11 عامًا وقاتلت في سن 14 عامًا.
بعد انتصار الحلفاء في عام 1945، حصلت على درجة الدكتوراه في علم الأحياء الزراعي، قبل أن تعمل كعالمة أبحاث في الأكاديمية البلغارية للعلوم. وهناك طورت سلالة جديدة من القمح اسمها الشيقم، ما ساعد على تعزيز إنتاجية المزارع الجماعية. ولأجل هذا الاكتشاف مُنحت وسام كيرلس وميثوديوس من قبل الحكومة البلغارية.
في عام 1968 قبلت لاغادينوفا منصب أمينة جبهة الوطن ورئيسة لجنة الحركة النسائية البلغارية. وفي هذه المناصب لعبت دورًا مهمًا في إنشاء وإنفاذ التشريعات لصالح المرأة في مكان العمل، بما في ذلك قوانين إجازة الأمومة. وكانت أيضًا شخصية بارزة في السياسة العالمية، حيث عملت مع نشطاء دوليين آخرين لتشكيل تحالف من المنظمات النسائية الوطنية، وأصبحت عضوًا في معهد الأمم المتحدة لتدريب المرأة في عام 1985.
توفيت في 29 أكتوبر عام 2017، في دار للتقاعد في صوفيا في بلغاريا.

## حياتها المبكرة
ولدت لاغادينوفا في بلدة رازلوغ الجبلية ببلغاريا عام 1930. وكانت تنتمي إلى خلفية منخفضة الدخل وفقدت والدتها في سن الرابعة. ورباها والدها مع شقيقيها. وفي بداية حياتها كانت محاطة بنقاشات حول الثورة والالتزام السياسي. وكان والد لاغادينوفا من أوائل المؤيدين للحزب الشيوعي البلغاري، بينما فر شقيقها الأكبر إلى الاتحاد السوفيتي لمتابعة العمل في الشيوعية الدولية. وشهدت لاغادينوفا الحرب العالمية الثانية كجزء من نضال عائلتها. فساهموا جميعًا في الحرب ضد الفاشية في موطنها الأصلي رازلوغ. وفي وقت مبكر من الحرب حمت هوية أخويها وأخفت تصرفات والدها الحزبية. كما ساعدت في تزويد القرى المجاورة بالموارد اللازمة. وفي الرابعة عشرة من عمرها ألزمت لاغادينوفا نفسها بأن تصبح مناضلة من أجل الحرية مع والدها وأخويها، وهو ما جعلها واحدة من أصغر المحاربين الذين قاتلوا في منطقتها في ذلك الوقت.

## الحرب العالمية الثانية
كانت بلغاريا متحالفة مع النازيين خلال الحرب العالمية الثانية. وفي عام 1941 أصدرت بلغاريا «قانون حماية الأمة» الذي ألغى الحقوق المدنية لليهود البلغار. وفي عام 1941 دعمت بلغاريا أيضًا الألمان في غزو البلقان، واحتلت معظم يوغوسلافيا الشرقية، ورحلت ما يصل إلى 20.000 يهودي من الأراضي المحتلة. وكانت عائلة إيلينا لاغادينوفا بأكملها والكثير من المقاومة التي كانت تقاتل ضد النازيين في ذلك الوقت من الشيوعيين. وفي عام 1944 أرسل النظام الملكي البلغاري قوات الدرك للقضاء على التهديد الحزبي وظهروا أمام منزل عائلتها في رازلوغ حاملين القنابل اليدوية. وتمكنت من الفرار إلى جبال بيرين.
بدأت لاغادينوفا القتال في الخدمة الفعلية خلال صيف عام 1944 وأصبحت أصغر مقاتلة حزبية في بلغاريا خلال الحرب العالمية الثانية. وبعد أن ساهمت في أنشطة المقاومة ضد الحكومة البلغارية المتحالفة مع النازيين عندما كانت في الحادية عشرة من عمرها، كانت في الرابعة عشرة من عمرها تقاتل إلى جانب شقيقيها. وعملت لاغادينوفا أيضًا بصفة إياتاك أي مساعدة للشبكة الحزبية، حيث عملت في توصيل الرسائل إلى أفراد عائلتها وغيرهم أثناء الحرب. وعرضها ذلك لخطر أكبر، نظرًا إلى كونها إياتاك كانت تقيم في المدن وكان هناك احتمال أكبر للقبض عليها وقتلها. بينما نجت لاغادينوفا، جرى القبض على شقيقها أسن وقطع رأسه من قبل قوات الدرك خلال الحرب.
أصبحت تُعرف باسم «الأمازونية» (Аmazонка). وأثناء الحرب وبعدها جرى صنع ملصقات وشعارات دعائية بصورتها. وحصلت على لقبها من خلال شجاعتها وإصرارها في القتال. ومن صوفيا إلى موسكو أشادت مجلات الأطفال بشجاعتها وقوتها، وحثت الأولاد والبنات على «التحلي بالشجاعة مثل الأمازونية».
بعد انتصار الحلفاء في عام 1945 جرى إرسال لاغادينوفا إلى الاتحاد السوفيتي لإكمال تعليمها. ودرست في أكاديمية تيميريازيف في موسكو (المعروفة رسميًا باسم معهد موسكو الزراعي) والتي تعتبر «أقدم معهد مشهور عالميًا في روسيا». وهناك حصلت على درجة الدكتوراه في علم الأحياء.